# Aviso aos Navegantes
Aviso aos Navegantes é um longa-metragem brasileiro sonoro de ficção de 1950, do gênero comédia musical, dirigido por Watson Macedo e estrelado por Oscarito e Grande Otelo. A produção foi feita pela Atlântida Empresa Cinematográfica do Brasil S.A. em conjunto com a União Cinematográfica Brasileira S.A., que também foi responsável pela distribuição.
O filme foi restaurado em 2000, sendo a primeira chanchada da Atlântida a sair em DVD, em 2001. Este possui uma sucessão de números musicais, com destaque para Eliana, Oscarito, Ivon Curi (cantando em francês), Emilinha Borba, Francisco Carlos e as orquestras de Ruy Rei e do pianista Benê Nunes. Diferentes gêneros musicais são mesclados dentre estes números, de marchas a canções românticas francesas, compondo uma verdadeira comédia carnavalesca.
Geraldo José, uma lenda no departamento de som do cinema brasileiro, inicia sua carreira cinematográfica como sonoplasta nesta obra, sendo este apenas um dos mais 600 de filmes dos quais ele participou.

## Sinopse
Uma companhia teatral brasileira retorna ao Brasil num luxuoso transatlântico após uma série de apresentações em Buenos Aires. A bordo está Cléia (Eliana Macedo), uma dançarina  cortejada por Alberto (Anselmo Duarte), o imediato do navio, e pelo Príncipe Suave Leão (Ivon Curi). Embarcado clandestinamente, há Frederico (Oscarito), que após ser descoberto por Azulão (Grande Otelo), o cozinheiro, passa a servi-lo para que não seja denunciado ao capitão do navio. Durante a viagem, o capitão é informado da presença de um perigoso espião internacional a bordo, que deve ser detido antes que o navio chegue ao Rio de Janeiro. Como se não bastasse, ocorre uma troca de passaporte que faz com que Frederico acabe descobrindo a identidade do espião. Frederico e Azulão entram em uma série de enroscadas na tentativa de impedir o espião, reunindo provas contra ele.

## Elenco
- Oscarito....Frederico
- Grande Otelo....Azulão
- Anselmo Duarte....Alberto
- Eliana Macedo....Cléia
- José Lewgoy....Professor Scaramouche
- Adelaide Chiozzo.....Adelaide
- Sérgio de Oliveira...Capitão do navio
- Ivon Curi....Príncipe Suave Leão
- Mara Rios
- Yara Izabel
- Cuquita Carballo
- Zezé Macedo
- Clélia Rios
- Rubem Dourado
- Grijó Sobrinho
- Alfredo Rosário
- Dalva de Oliveira
- Emilinha Borba
- Elvira Pagã
- Juliana Yanakiewa
- Glauce Rocha
- Mara Rúbia
- Benê Nunes e sua orquestra
- Francisco Carlos
- Jorge Goulart
- Quatro Ases e Um Coringa
- Ruy Rey e sua orquestra

## Restauração
A restauração do filme Aviso aos Navegantes foi feita em uma iniciativa do Centro de Pesquisadores do Cinema Brasileiro, nos anos de 1999 e 2000. O projeto de recuperação dos negativos foi incentivado pela Lei Rouanet e patrocinado pela BR Petrobras Distribuidora. Também recebeu o apoio da Labocine e da Rob Filmes.
Nas fases de prospecção, contou-se com a participação de Germana Araújo, Eduardo Giffoni e Wanderci Chagas da Atlântida Cinematográfica. Como o filme se encontrava em avançado estado de deterioração, foi necessário utilizar-se diversas fontes nas diferentes etapas de restauração. Logo, foram utilizadas versões em 35 mm, 16 mm e até cópias em VHS. Com isto, o filme ainda requere uma equalização das imagens, que pode ser adquirida apenas através de um aperfeiçoamento digital. Esta etapa final da restauração foi acompanhada por Eduardo Giffoni, curador do estúdio na época.
A Labocine serviu de base para o trabalho de restauração. A equipe utilizada foi coordenada pelo montador e pesquisador Francisco Moreira, um dos pioneiros da restauração cinematográfica no Brasil. Houve também a colaboração do técnico e pesquisador Mauro Dominguez, do CTAv (Centro Técnico Audiovisual) e supervisão de Carlos Augusto Brandão e Myrna Brandão do próprio Centro de Pesquisadores do Cinema Brasileiro.

## Recepção da crítica e do público
O filme obteve uma ótima recepção do público e em suas primeiras semanas levou milhares de espectadores às salas de cinema.O humor da dupla formada por Grande Otelo e Oscarito e a temática de carnaval foram pontos chaves para esse sucesso. No entanto a crítica, apesar de reconhecer que o filme divertia o grande público,desmereceu a obra em quesito cinematográfico. Na revista “A Scena Muda”, na sessão Telas da cidade, o crítico avalia o filme com nota 1 no quesito cotação artística e nota 5 em cotação comercial.
As principais críticas pontuaram um enredo fraco, ritmo problemático e atuações deficientes.